# Abraxas cataria
Abraxas cataria är en fjärilsart som beskrevs av Achille Guenée 1858. Abraxas cataria ingår i släktet Abraxas och familjen mätare. Inga underarter finns listade i Catalogue of Life.